# Рёглинг
Рёглинг (нем. Rögling) — община в Германии, в земле Бавария. 
Подчиняется административному округу Швабия. Входит в состав района Донау-Рис.  Население составляет 643 человека (на 31 декабря 2010 года). Занимает площадь 10,73 км².